# Saint-Pierre (Montréal)
Pour les articles homonymes, voir Saint-Pierre.
Saint-Pierre (communément appelée Ville Saint-Pierre) est une ancienne ville de la région de Montréal fondée en 1894 et devenue maintenant un quartier de Lachine.
La municipalité est fusionnée le 8 décembre 1999 avec la ville de Lachine, qui fusionne elle-même avec Montréal trois ans plus tard, le 1er janvier 2002.

## Géographie
Ville Saint-Pierre est située au sud-ouest de l'île de Montréal et est circonscrite par la paroisse Très-Saint-Sacrement de Lachine à l'ouest, par le canal Lachine au sud, par Montréal-Ouest au nord-est et par Côte-Saint-Luc au nord-ouest.
En 1905, les limites municipales de Saint-Pierre sont établies à une superficie de 530 acres. Ses coordonnées géographiques sont 44° 25" de latitude nord et 75° 40" de longitude ouest. 
Ville Saint-Pierre constitue un quartier relativement enclavé. En effet, il se trouve en quelque sorte coincé entre les voies ferrées du Canadien Pacifique, les voies ferrées du Canadien National, l'échangeur autoroutier Saint-Pierre et même, par extension, par le canal Lachine.
L'accès au quartier demeure néanmoins facilité par la présence de voies de circulation d'importance dans sa portion sud. L'autoroute 20, appelée Autoroute du Souvenir traverse le quartier d'est en ouest dans sa portion sud et constitue un axe routier québécois névralgique. La rue Saint-Jacques permet également un accès direct vers d'autres secteurs montréalais, tels que Lachine, Montréal-Ouest et Notre-Dame-de-Grâce. Elle constitue également l'artère commerciale principale du quartier. L'avenue Dollard constitue un lien vers l'arrondissement LaSalle, important pôle d'emploi et d'études de la région. Les rues des Érables et Norman constituent également des axes de circulation locaux d'importance pour le quartier.
Au niveau politique, Ville Saint-Pierre fait partie des circonscriptions électorales de Dorval–Lachine–LaSalle au niveau fédéral et de Marquette au provincial.

## Histoire
Bien avant la colonisation par les Européens, le territoire était reconnu pour sa richesse en gibier et en poisson par les Amérindiens. Le premier témoin connu de l'existence du territoire concerné est probablement le Sieur de Champlain qui, en 1611, fait état de sa découverte de l'emplacement d'une petite rivière (la rivière Saint-Pierre), ainsi que des terres qui accueilleront le futur site de la ville. Amenant la civilisation avec eux, au milieu du 17e siècle, les colons européens défricheront les terres pour les utiliser à des fins agricoles et ainsi provoquer l'exode des premiers habitants, soit les Amérindiens. Les colons devront également subir les caprices de la nature (hivers rigoureux, inondations et nature sauvage).
L'origine du nom de la rivière, du lac, de la côte et du coteau Saint-Pierre pourrait être créditée à Pierre Chevrier, seigneur, écuyer et baron de Fancamp à qui avait été concédé avec Jérôme Le Royer de La Dauversière, sulpicien, la seigneurie de l'île de Montréal, en 1640, à laquelle était rattachée la côte Saint-Pierre. De plus, il est très fréquent que des lieux aient été dénommés d'un prénom d'une personne auquel on adjoignait le terme «Saint» afin de catholiciser davantage la dénomination. Plusieurs noms ont d'ailleurs été attribués, au fil du temps, à l'endroit. C'est le 25 avril 1908 que le nom de Ville de Saint-Pierre est officialisé.
- 1702 : Coste Saint-Pierre
- 1834 : Coteau Saint-Pierre
- 1879 : Notre-Dame-de-Grâce
- 1883 : Blue Bonnets Hill
- 1894 : Ville Saint-Pierre aux Liens
- 1908 : Ville de Saint-Pierre

La présence d'un cours d'eau, soit la rivière Saint-Pierre qui se jette dans le fleuve Saint-Laurent aux pieds des rapides de Lachine, était un élément positif pour Saint-Pierre, car il représentait une voie de communication privilégiée avec le reste de la civilisation et attirait un grand nombre de moulins à blé et de scieries. La révolution industrielle qui se déroule vers la fin du 18e siècle vient consolider et densifier les villages de l'île de Montréal. C'est ainsi que l'on assiste à l'implantation en grand nombre d'industries qui se logent sur les bords de la rivière Saint-Pierre et du canal de Lachine.
Son emplacement, situé au croisement des cours d'eau, rendait la ville de Saint-Pierre attrayante pour les activités industrielles. La ville était d'ailleurs presque uniquement constituée d'industries en 1910. Le commerce des chevaux, qui occupait une place importante dans l'économie et la vie quotidienne des habitants de Saint-Pierre est remplacé par celui des voitures.
Par la suite, alors que le secteur tertiaire (consommation de services) se développe de plus en plus, la ville de Saint-Pierre s'adapte aux diverses réalités et demeure compétitive. Aujourd'hui, on peut palper cette transformation en considérant le nombre de commerces spécialisés en services personnalisés qui s'harmonisent avec les bâtiments industriels. Le secteur bâti de la ville se caractérise donc maintenant d'une variété d'usages.
Le 3 juin 1917, le curé de la paroisse de Saint-Pierre-aux-Liens bénit l'hôtel de ville. Le 28 janvier 1949, la ville de Saint-Pierre compte parmi les rares municipalités du Québec à posséder des armoiries. Le conseil municipal de Saint-Pierre demande, dans cette optique, au généalogiste Gabriel Drouin de préparer un écu d'armes pour la municipalité. En vue d'inspirer une devise, on indiquait à monsieur Gabriel Drouin que la ville de Saint-Pierre, d'une population de 5000 âmes, venait de dépenser 100 000 $ pour l'achat et l'aménagement d'un vaste parc où se trouveront des kiosques, des modules de jeux, des terrains de tennis et des patinoires. De la devise Ad Laborem Recreare (traduisible par « se récréer en vue du travail »), du fait qu'il existe de multiples industries et une abondante main-d'œuvre, il faut permettre aux citoyens de la ville de se distraire. Les armoiries ont finalement été remises par monsieur Drouin, le 28 janvier 1949. Pour préparer les armoiries, monsieur Drouin a poursuivi de laborieuses recherches basées sur l'histoire, les antécédents et le caractère du pays, de la province, de la ville et de la famille qu'elles représentent.
Le mercredi 24 novembre 1999, le gouvernement du Québec adopte le décret qui donne l'aval au regroupement des villes de Lachine et de Saint-Pierre. Ainsi, la ville de Saint-Pierre n'existe plus, seule Lachine demeure et son territoire englobe celui de Saint-Pierre. Avec ses 40 077 habitants répartis sur un territoire de près de 20 kilomètres carrés, Lachine occupera à ce moment le 9e rang des entités territoriales au sein de la Communauté urbaine de Montréal.

### Blason
- Le rouge : l'élément anglais
- L'azur : l'élément français
- La couronne : le caractère britannique
- La fleur de lys : le caractère français
- La clef : celle de Saint-Pierre, gardien du paradis, unissant les deux races

## Démographie
Le tableau suivant fait état de l'évolution du nombre d'habitants de la ville de Saint-Pierre alors qu'elle constituait une municipalité. Elle est en diminution constante jusqu'à sa fusion avec la ville de Lachine.
| 1971  | 1976  | 1981  | 1986  | 1991  | 1996  | - |
| ----- | ----- | ----- | ----- | ----- | ----- | - |
| 6 801 | 6 039 | 5 305 | 4 944 | 4 965 | 4 740 | - |

## Économie
La ville de Saint-Pierre regroupe une économie de type industriel léger et moyen. Vient en second lieu, le commerce de voisinage où l'on retrouve des magasins d'alimentation, des services de beauté (coiffure, esthétique), des restaurants, des commerces de divertissement (vidéo, salle de tir, etc.). Répartis dans l'ensemble du territoire de la ville, la desserte de ces commerces est variée et rejoint l'ensemble de la population de Ville Saint-Pierre. Ces différents usages économiques amènent un dynamisme et un haut potentiel d'emploi pour la population même de Saint-Pierre.

### Passage vers l'économie tertiaire
Tel que mentionné dans l'historique de la ville, Saint-Pierre subit des changements importants lors de l'effervescence du secteur tertiaire. En effet, au début des années 1900, l'économie de la ville reposait entièrement sur les activités industrielles. Par contre, après la Deuxième guerre mondiale, le secteur tertiaire, dont les commerces de services, connaît un développement.
Présentement, le quartier partage son territoire entre un secteur industriel important et un marché de services adapté aux réalités et besoins des habitants. Nonobstant ses 75 ans d'histoire, Ville Saint-Pierre est loin d'être en état de stagnation.

## Société

### Éducation

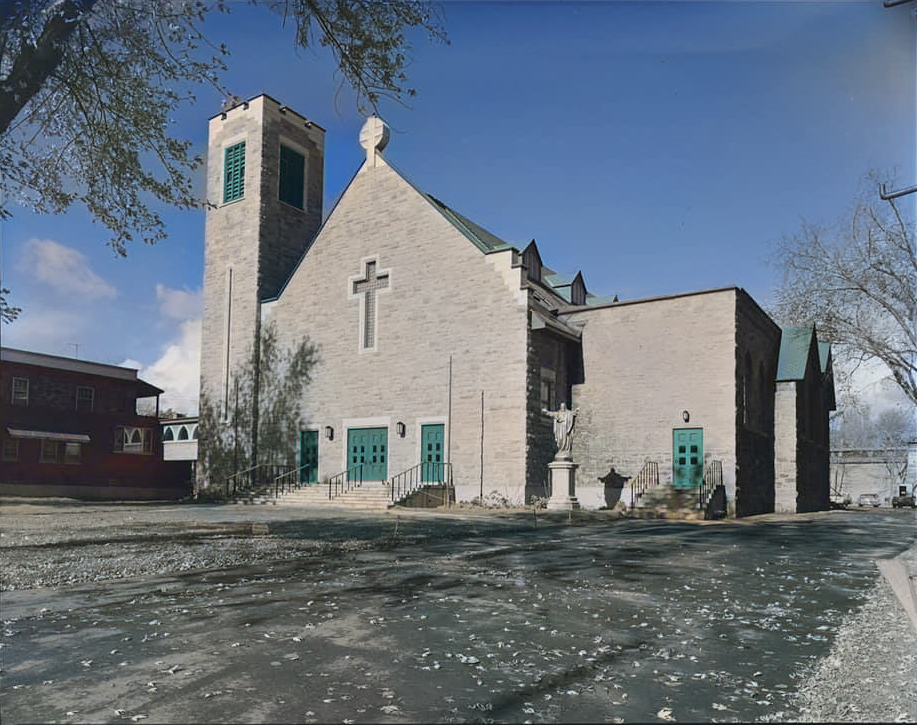
Église Saint-Pierre aux liens extérieur avant l'incendie

Saint-Pierre compte sur son territoire deux écoles pour la dispensation de l'enseignement primaire aux enfants de 4 à 12 ans résidant sur le territoire.

### Lieux de culte

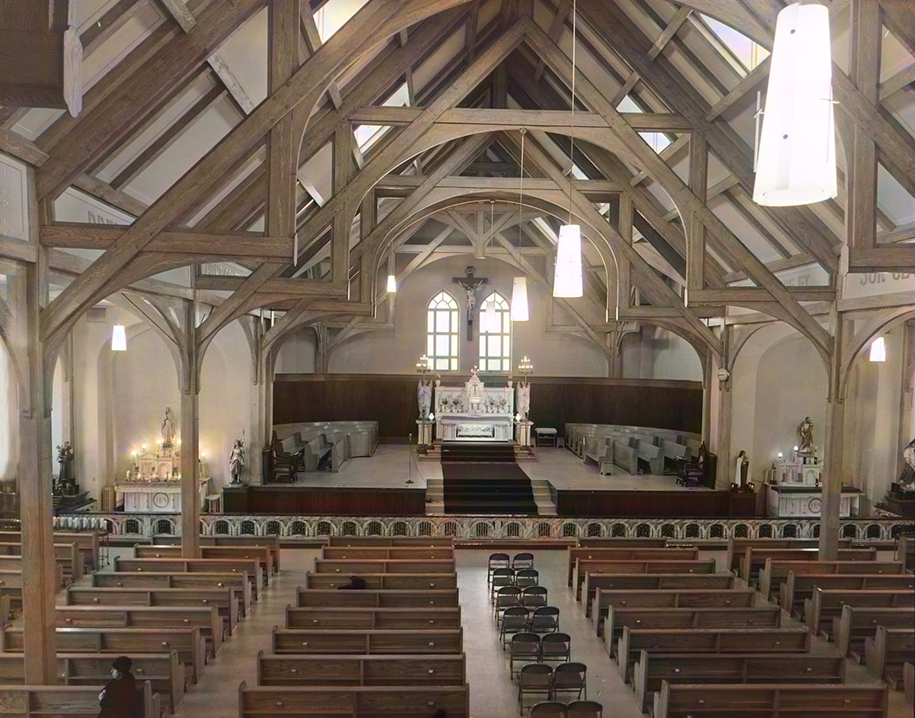
Église Saint-Pierre aux liens intérieur avant l'incendie

Les habitants de Saint-Pierre sont fiers de leur église : Saint-Pierre-aux-Liens, elle se veut un reflet de leur histoire par une architecture propre au Québec et composée de matériaux, soit de la pierre massive taillée, reflétant la splendeur du bâtiment. Celle-ci est d'ailleurs incendiée en mars 2001 causant une perte totale du bâtiment.